# 建徳市
建徳市（けんとく-し）は中華人民共和国浙江省に位置する省直轄の県級市であり、しばらく杭州市に代理管轄されている。

## 歴史
225年（黄武4年）、呉は富春県の一部地域に建徳県を新設した。隋代には金華県と統合され呉寧県と改称、婺州に属した。唐代になると建徳県が再置され睦州に属し、州治は建徳県に置かれた。北宋では睦州は厳州と改称され、南宋になると江南の重要拠点とされ建徳府に昇格している。元代には建徳路が設置されたが、明代には厳州府に戻され、清末まで沿襲されている。
1963年以降建徳県は杭州市に帰属、1992年4月1日に県級市に昇格し現在に至る。

## 行政区画
- 街道：新安江街道、洋渓街道、更楼街道
- 鎮：蓮花鎮、乾潭鎮、梅城鎮、楊村橋鎮、下涯鎮、大洋鎮、三都鎮、寿昌鎮、航頭鎮、大慈岩鎮、大同鎮、李家鎮
- 郷：欽堂郷

## 交通

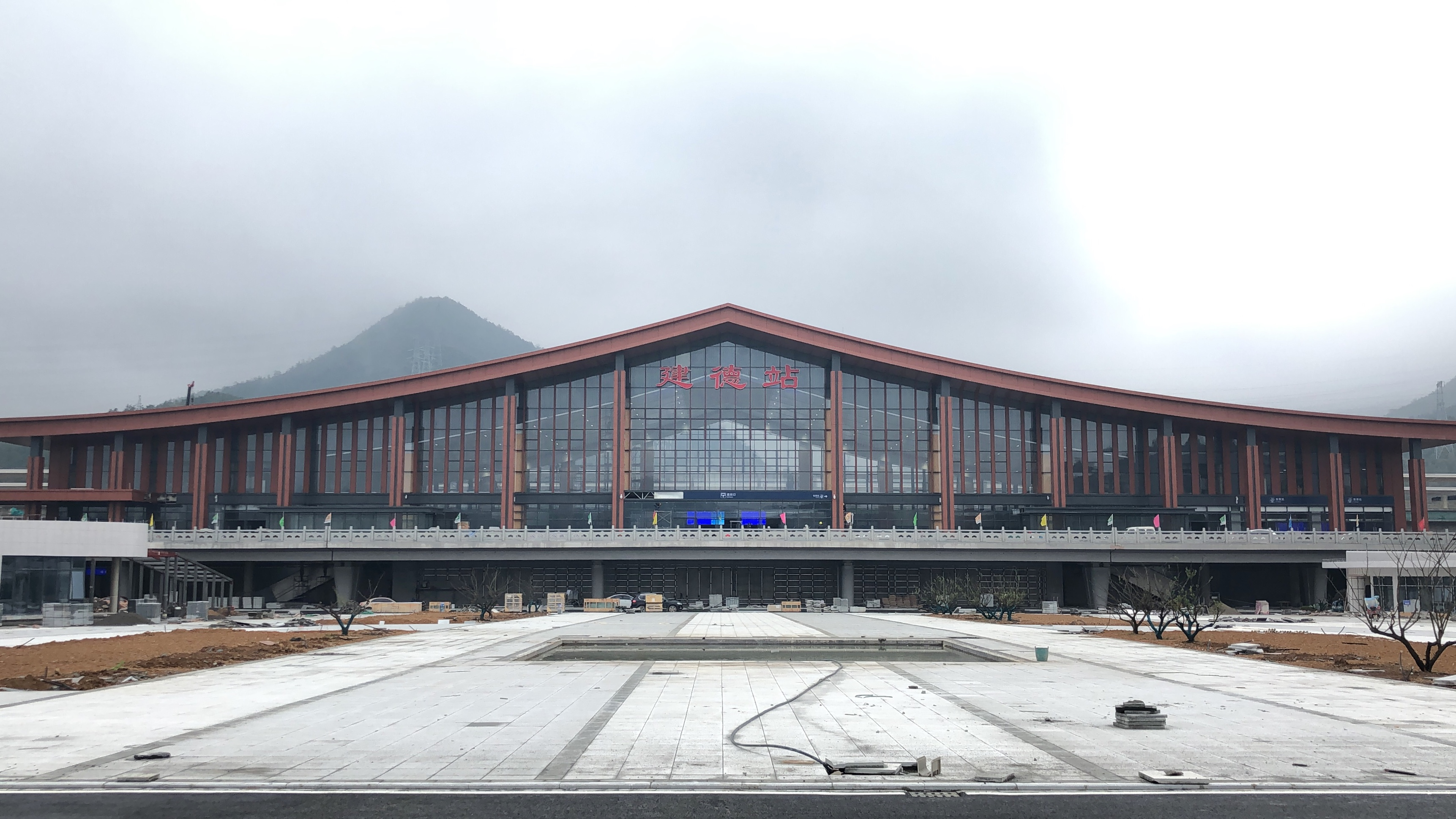
建徳駅

### 鉄道
- 中国鉄路総公司
  - 杭黄旅客専用線

（黄山方面）- 建徳駅 -（杭州方面）

### 道路
- 高速道路
  - 杭新景高速道路
  - 千黄高速道路
  - 竜麗高速道路
- 国道
  - G320国道
  - G330国道